# Олаф Магнус
Олаф Магнус (лат. Olaus Magnus, також Olaus Magni, швед. Olof Månsson, жовтень 1490, Лінчепінг — 1 серпня 1557, Рим) — шведський прелат, історик і картограф. Автор знаменитої «Історії північних народів» (Рим, 1555), що була перекладена кількома європейськими мовами ще у 16 столітті і довгий час залишалася для країн Європи основним джерелом знань про Швецію. Також склав детальну настінну карту Скандинавії — «Carta marina». Молодший брат Іоанна Магнуса.

## Біографія
Олаф Магнус народився у жовтні 1490 року у Лінчепінгу. Після навчання служив каноніком в Уппсалі і Лінчопінгу. У 1524 році від імені короля Густава Вази був відправлений до папи в Рим з тим, щоб забезпечити затвердження його брата, Іоанна Магнуса архієпископом Уппсали. У 1527 році Густав Ваза доручив йому переговори про торговельний союз з Нідерландами. У 1527 році, з початком реформації у Швеції, Олафу, який виступав проти неї, та його братові довелося виїхати з країни — спочатку до Польщі, потім, у 1537 році, до Риму, де він був секретарем свого брата. У 1530 році його позбули священицького сану у Швеції, майно конфіскували. З 1544 року він номінально був упсальським архієпископом. У 1545 році папою Павлом III був посланий на Тридентський собор, на якому був присутній до 1549 року. Пізніше був призначений каноніком у єпархії Святого Ламберта у Льєжі. Останні роки життя провів у монастирі у Римі.

## Праці

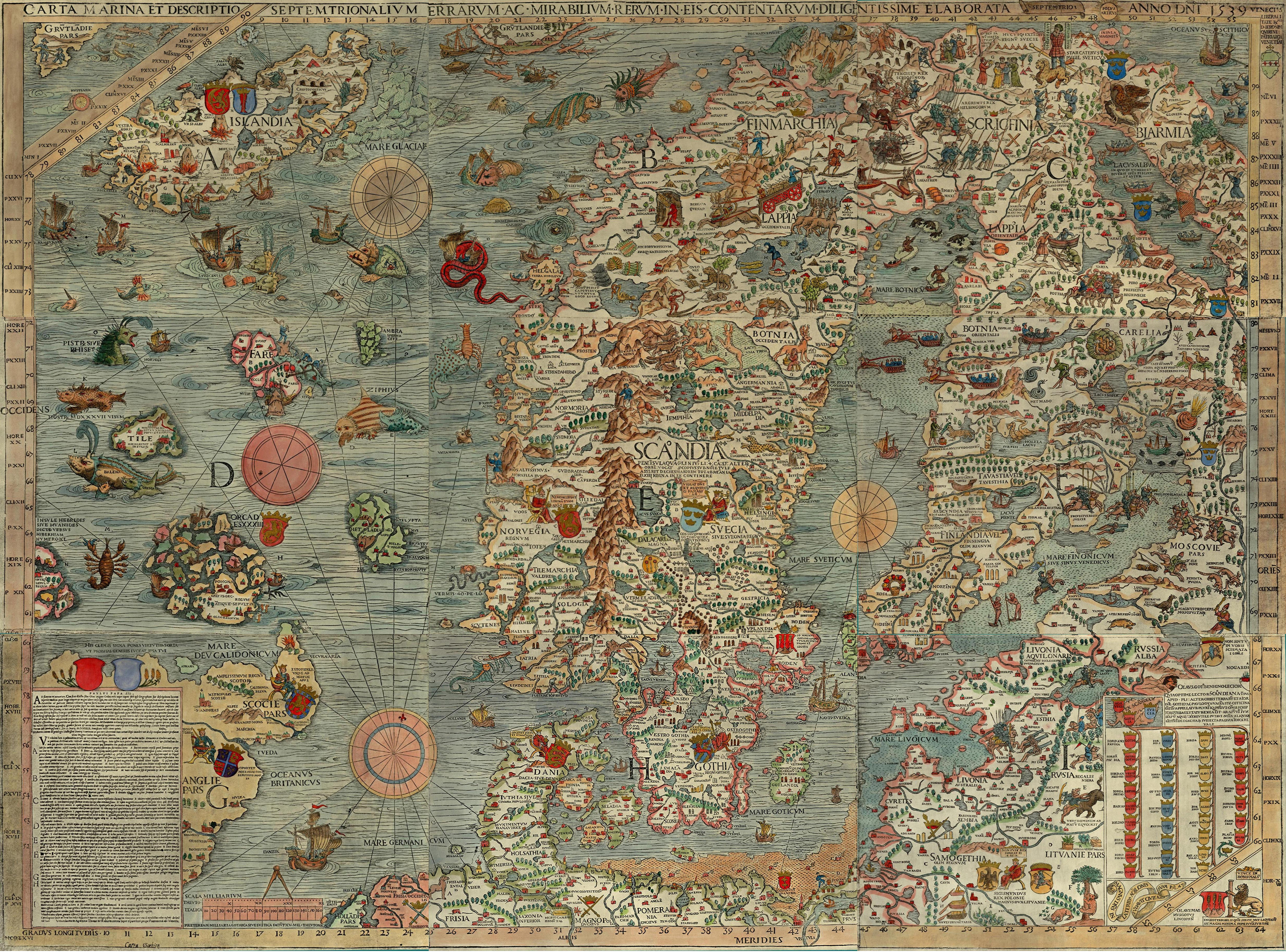
Carta marina.

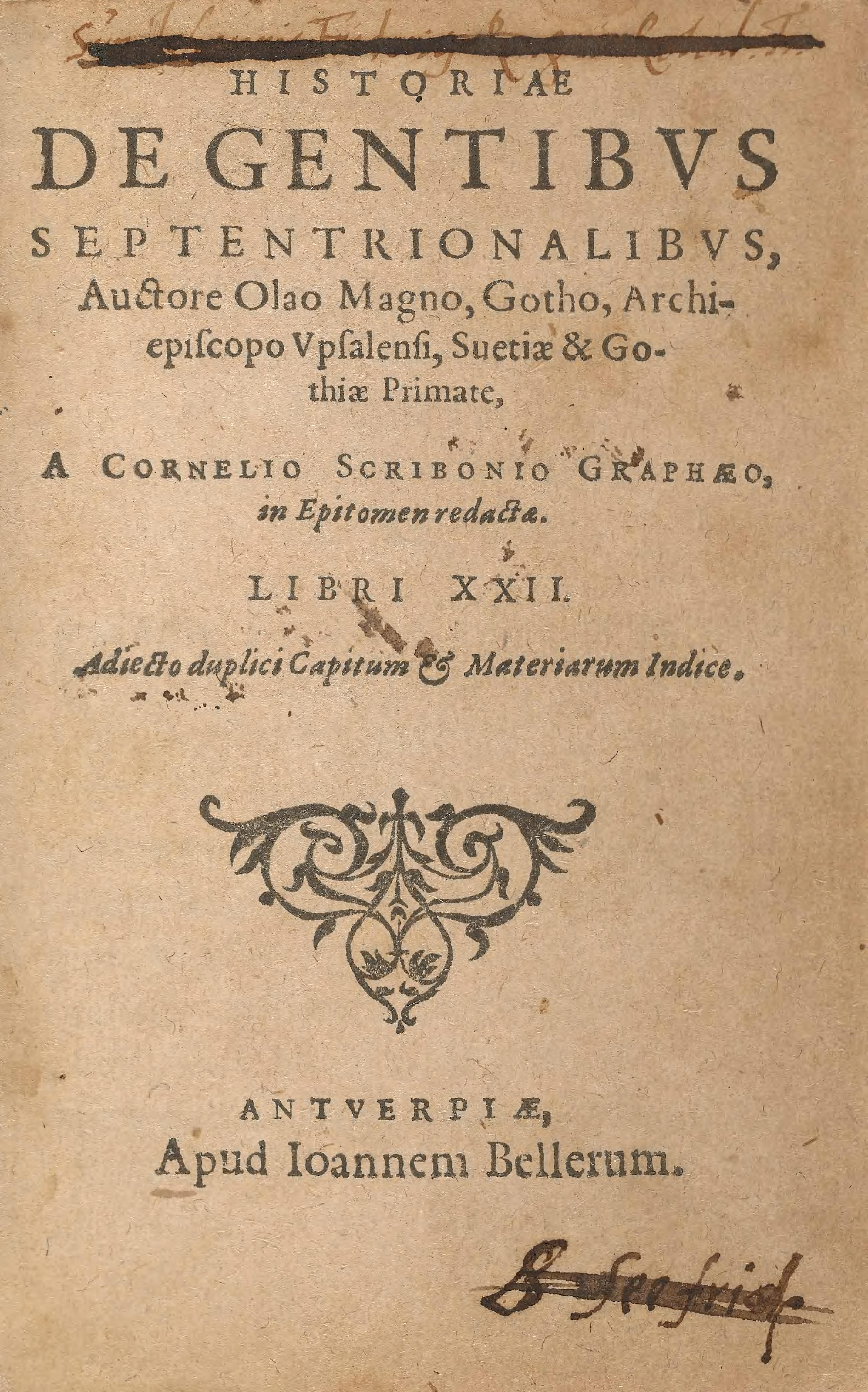
«Історія північних народів». 1557 рік.

У 1539 році у Венеції Олаф Магнус у кількості всього декількох екземплярів видав карту під назвою «Carta marina» з зображенням північної Європи. Однак до 1574 року всі примірники карти виявилися загубленими. Один примірник карти був знайдений Оскаром Бреннером в 1886 році у мюнхенській бібліотеці, де вона зберігається досі. Ще один екземпляр карти було виявлено у 1961 році.
У 1555 році у Римі Олаф Магнус видав книжку «Історія північних народів». Вона була перекладена з латини італійською (1565), данською (1565), німецькою (1567) і англійською (1568) мовами. Шведський переклад книжки було видано лише у 1909 році. Вона досі є цінним джерелом цікавої інформації про скандинавські звичаї і фольклор.
Після смерті брата Олаф здійснив видання його історичних праць.